# Eleutherodactylus haitianus
Eleutherodactylus haitianus är en groddjursart som beskrevs av Barbour 1942. Eleutherodactylus haitianus ingår i släktet Eleutherodactylus och familjen Eleutherodactylidae. IUCN kategoriserar arten globalt som starkt hotad. Inga underarter finns listade i Catalogue of Life.